# Récourt-le-Creux
Pour les articles homonymes, voir Creux et Récourt.
Récourt-le-Creux est une commune française située dans le département de la Meuse, en région Grand Est.

## Géographie

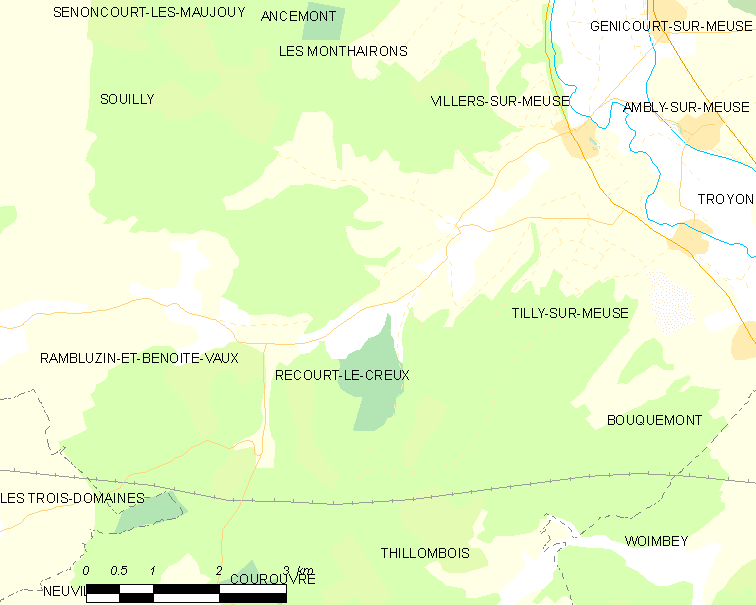
Carte de la commune.
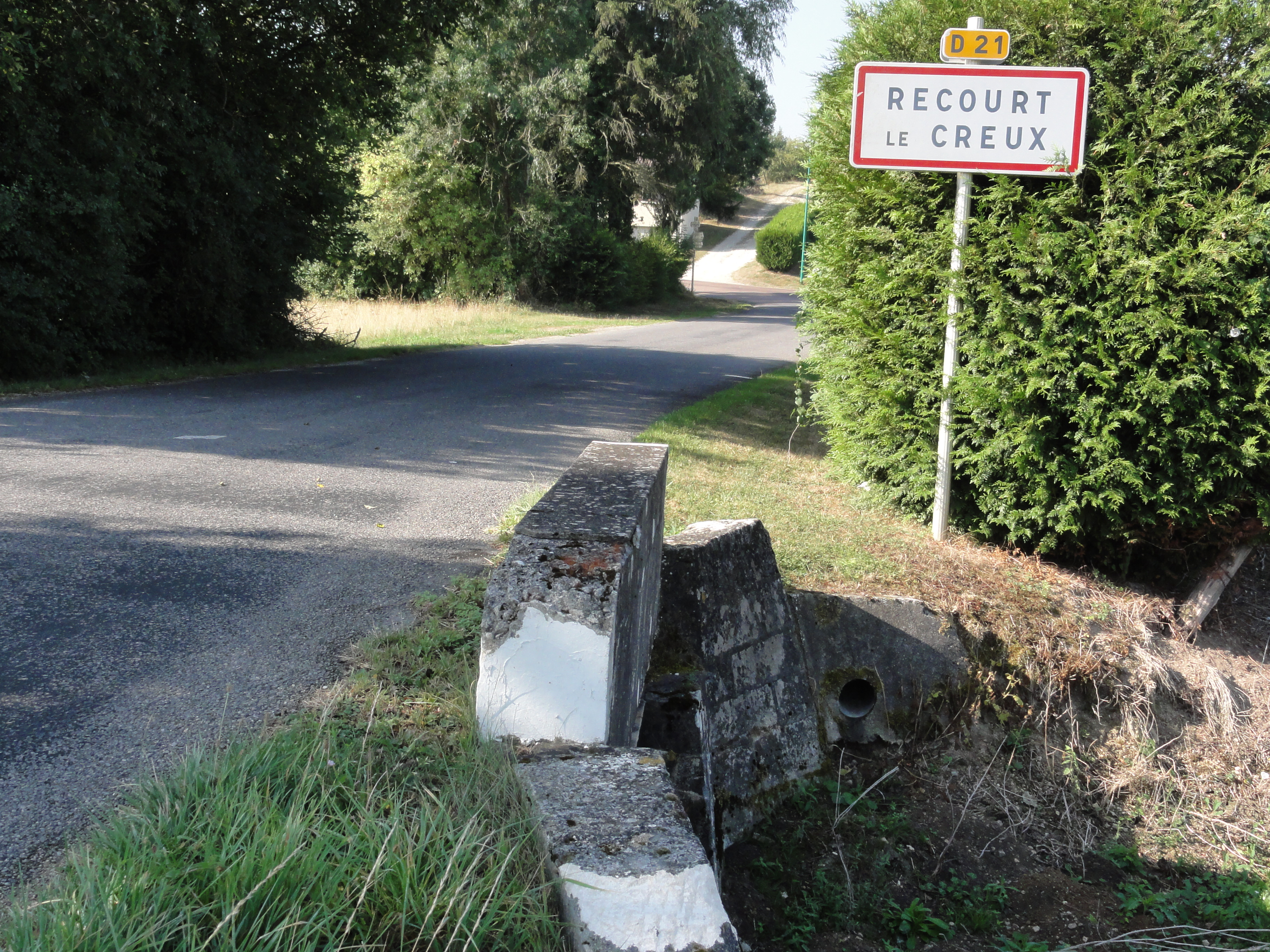
Entrée de Récourt-le-Creux
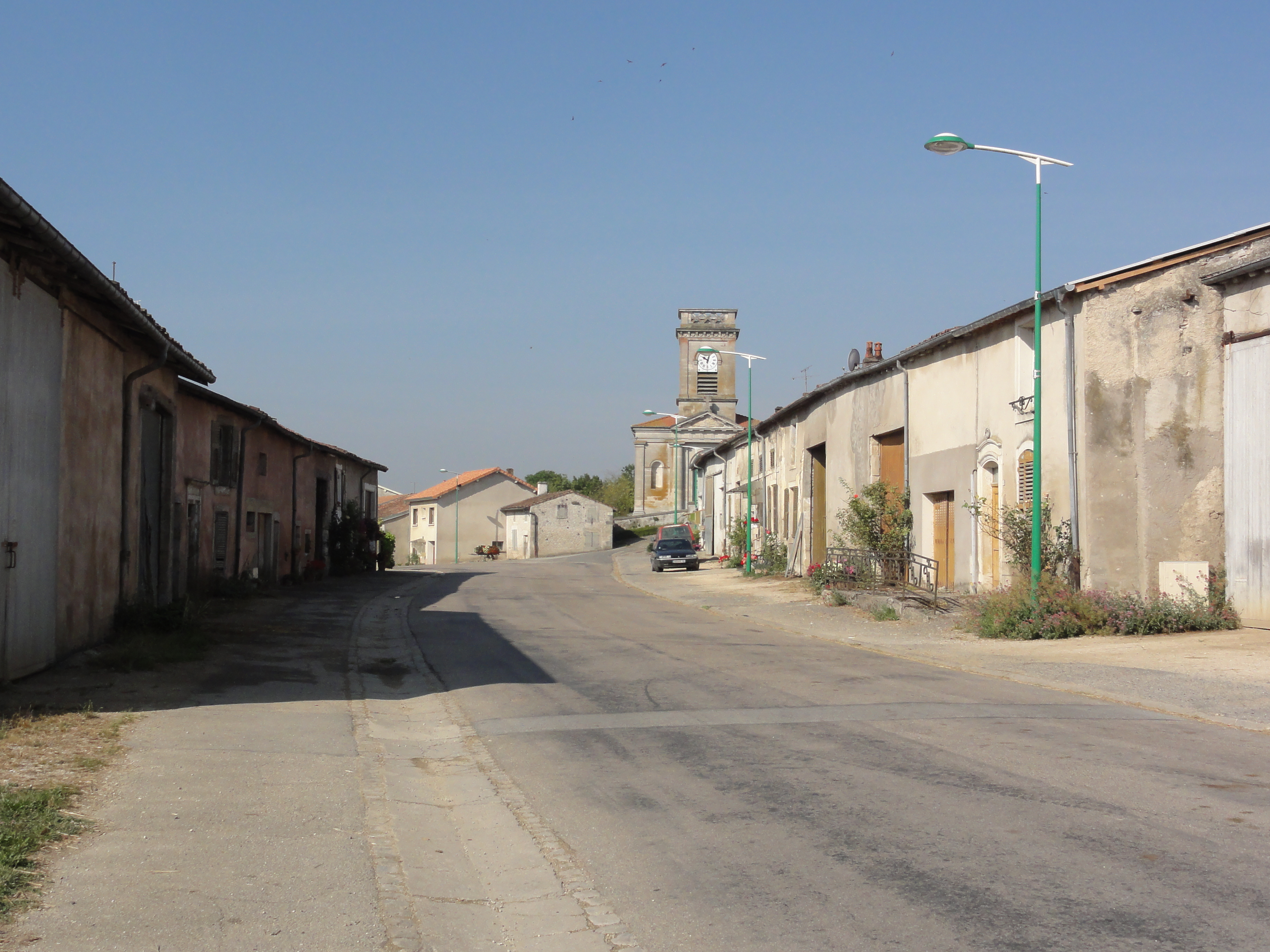
La D 124, traversant le bourg.

|                           | Villers-sur-Meuse         | Villers-sur-Meuse |
| Rambluzin-et-Benoite-Vaux | Récourt-le-Creux          | Villers-sur-Meuse |
| Rambluzin-et-Benoite-Vaux | Rambluzin-et-Benoite-Vaux | Bouquemont        |

### Hydrographie
La commune est dans le bassin versant de la Meuse au sein du bassin Rhin-Meuse. Elle est drainée par le ruisseau de Recourt, le ruisseau de la Vignée, le ruisseau des Moines, le ruisseau de Suzinvau et le ruisseau de Ravigny,.
Le ruisseau de Recourt, d'une longueur de 13 km, prend sa source dans la commune de Heippes et se jette  dans la Meuse à Tilly-sur-Meuse, après avoir traversé cinq communes. 

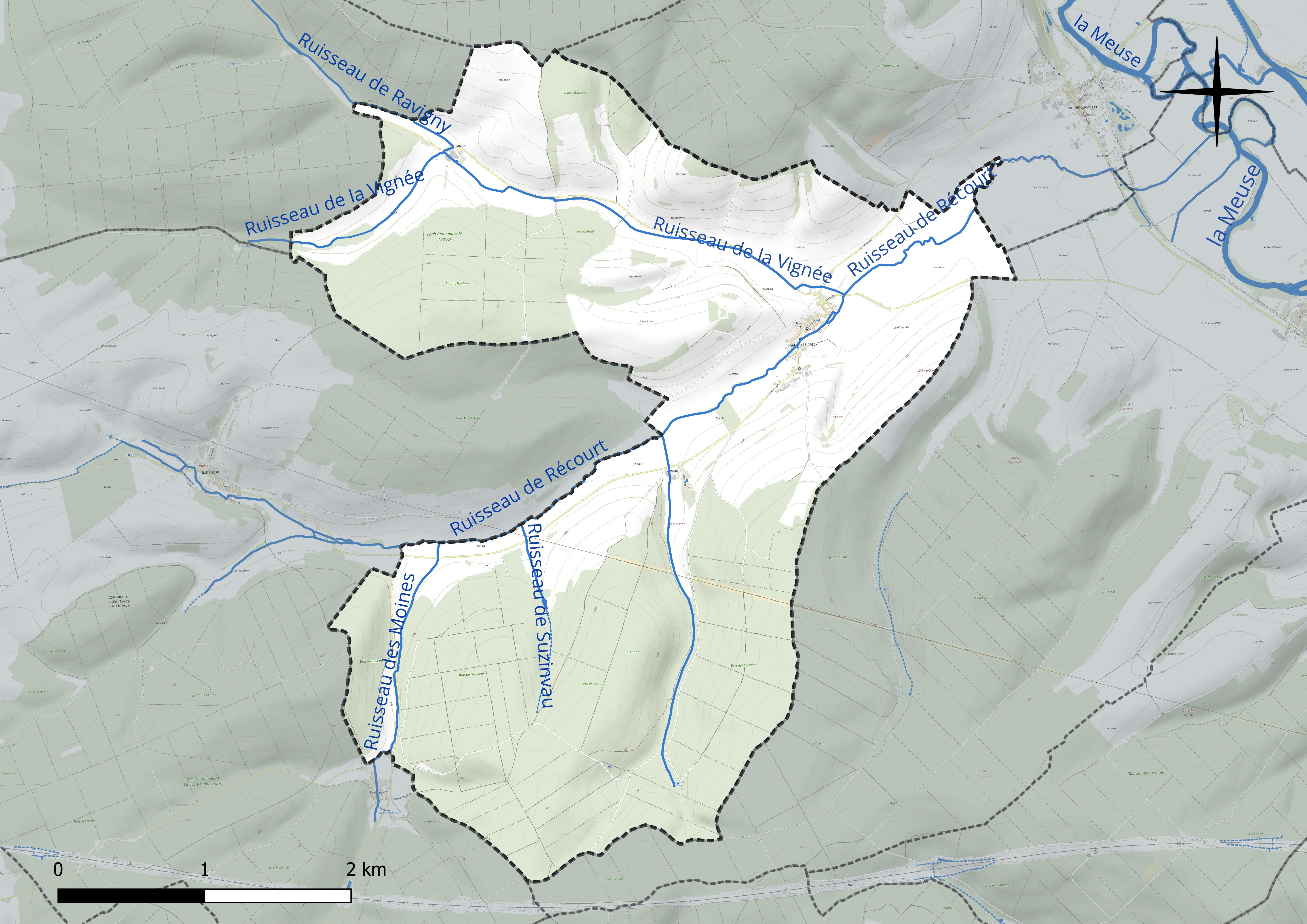
Réseau hydrographique de Récourt-le-Creux.

### Climat
Pour des articles plus généraux, voir Climat du Grand Est et Climat de la Meuse.
En 2010, le climat de la commune est de type climat de montagne, selon une étude du Centre national de la recherche scientifique s'appuyant sur une série de données couvrant la période 1971-2000. En 2020, Météo-France publie une typologie des climats de la France métropolitaine dans laquelle la commune est exposée à un climat océanique altéré et est dans la région climatique  Lorraine, plateau de Langres, Morvan, caractérisée par un hiver rude (1,5 °C), des vents modérés et des brouillards fréquents en automne et hiver. 
Pour la période 1971-2000, la température annuelle moyenne est de 9,7 °C, avec une amplitude thermique annuelle de 15,9 °C. Le cumul annuel moyen de précipitations est de 998 mm, avec 14 jours de précipitations en janvier et 9,7 jours en juillet. Pour la période 1991-2020, la température moyenne annuelle observée sur la station météorologique de Météo-France la plus proche, « Chaumont_sapc », sur la commune de Chaumont-sur-Aire à 13 km à vol d'oiseau, est de 10,8 °C et le cumul annuel moyen de précipitations est de 850,0 mm. 
La température maximale relevée sur cette station est de 41,1 °C, atteinte le 25 juillet 2019 ; la température minimale est de −15,5 °C, atteinte le 20 décembre 2009,,. 
Les paramètres climatiques de la commune ont été estimés pour le milieu du siècle (2041-2070) selon différents scénarios d'émission de gaz à effet de serre à partir des nouvelles projections climatiques de référence DRIAS-2020. Ils sont consultables sur un site dédié publié par Météo-France en novembre 2022.

## Urbanisme

### Typologie
Au 1er janvier 2024, Récourt-le-Creux est catégorisée commune rurale à habitat très dispersé, selon la nouvelle grille communale de densité à sept niveaux définie par l'Insee en 2022.
Elle est située hors unité urbaine. Par ailleurs la commune fait partie de l'aire d'attraction de Verdun, dont elle est une commune de la couronne,. Cette aire, qui regroupe 103 communes, est catégorisée dans les aires de moins de 50 000 habitants,.

### Occupation des sols
L'occupation des sols de la commune, telle qu'elle ressort de la base de données européenne d’occupation biophysique des sols Corine Land Cover (CLC), est marquée par l'importance des forêts et milieux semi-naturels (51,5 % en 2018), une proportion identique à celle de 1990 (51,5 %). La répartition détaillée en 2018 est la suivante : 
forêts (51,5 %), terres arables (36,4 %), prairies (6,9 %), zones agricoles hétérogènes (5,2 %). L'évolution de l’occupation des sols de la commune et de ses infrastructures peut être observée sur les différentes représentations cartographiques du territoire : la carte de Cassini (XVIIIe siècle), la carte d'état-major (1820-1866) et les cartes ou photos aériennes de l'IGN pour la période actuelle (1950 à aujourd'hui).

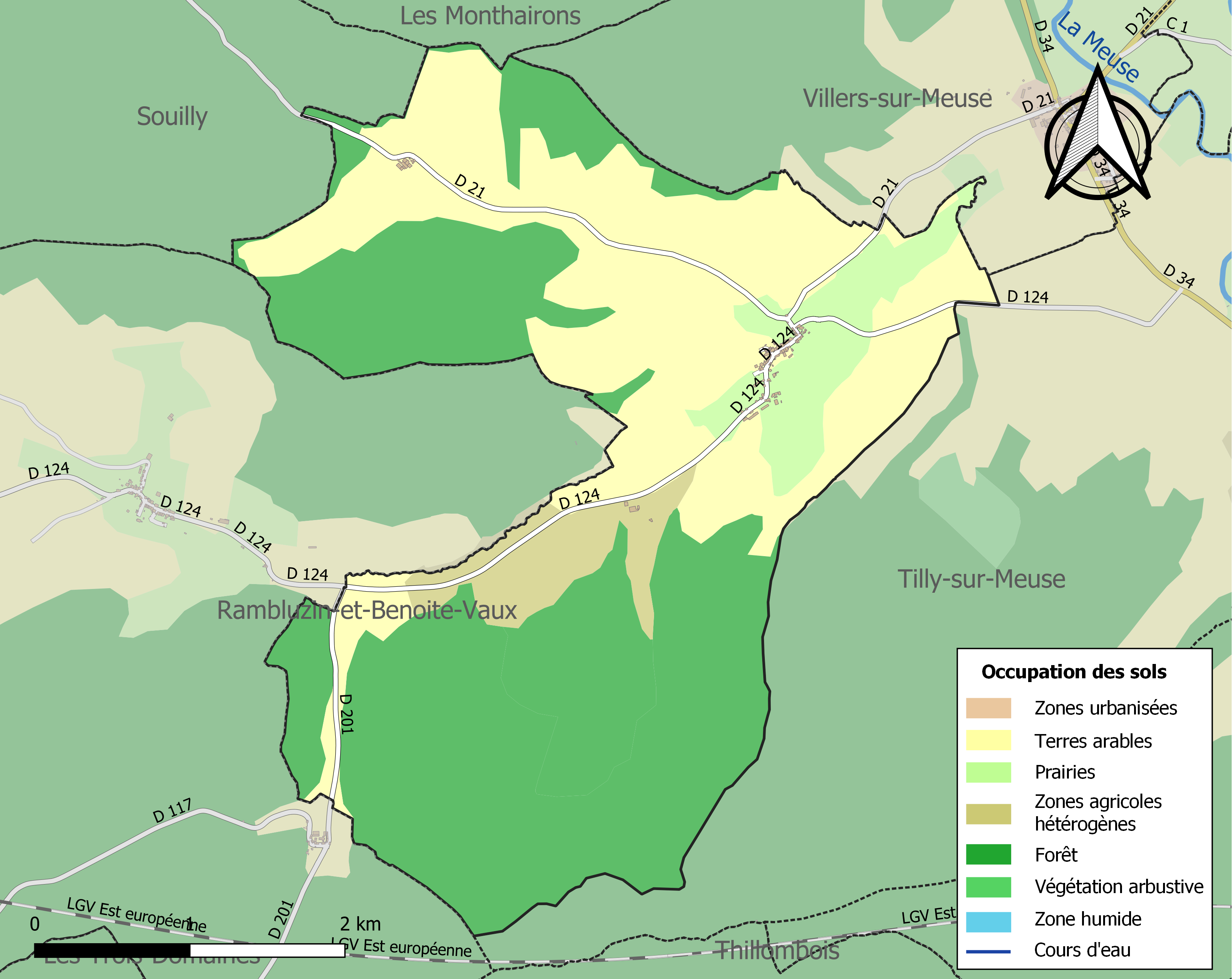
Carte des infrastructures et de l'occupation des sols de la commune en 2018 (CLC).

## Toponymie
Le nom de la localité est attesté sous les formes Terfridi-curtis ? (973) ; Areicourt (1244) ; Arecourt (1263) ; Arecuria (1642) ; Regia-curia (1738) ; Recourt-le-Creux (1760).

Le qualificatif « le Creux » ajouté à son nom, en 1919, serait dû à l’existence au pied de la côte Nord de cavités souterraines inexplorables, dont la voûte est un silex corné très résistant, appelé « houx » dans le pays. Cette appellation lui viendrait, plutôt, de sa situation dans une vallée, au confluent de deux cours d'eau, dans un site encaissé.

## Histoire
En 1915, la commune de Récourt-le-Creux sert de zone de stockage de munitions, des obus et des crapouillauds, comme en témoigne une vue stéréoscopique réalisée par un brancardier du 12ème R.I. 

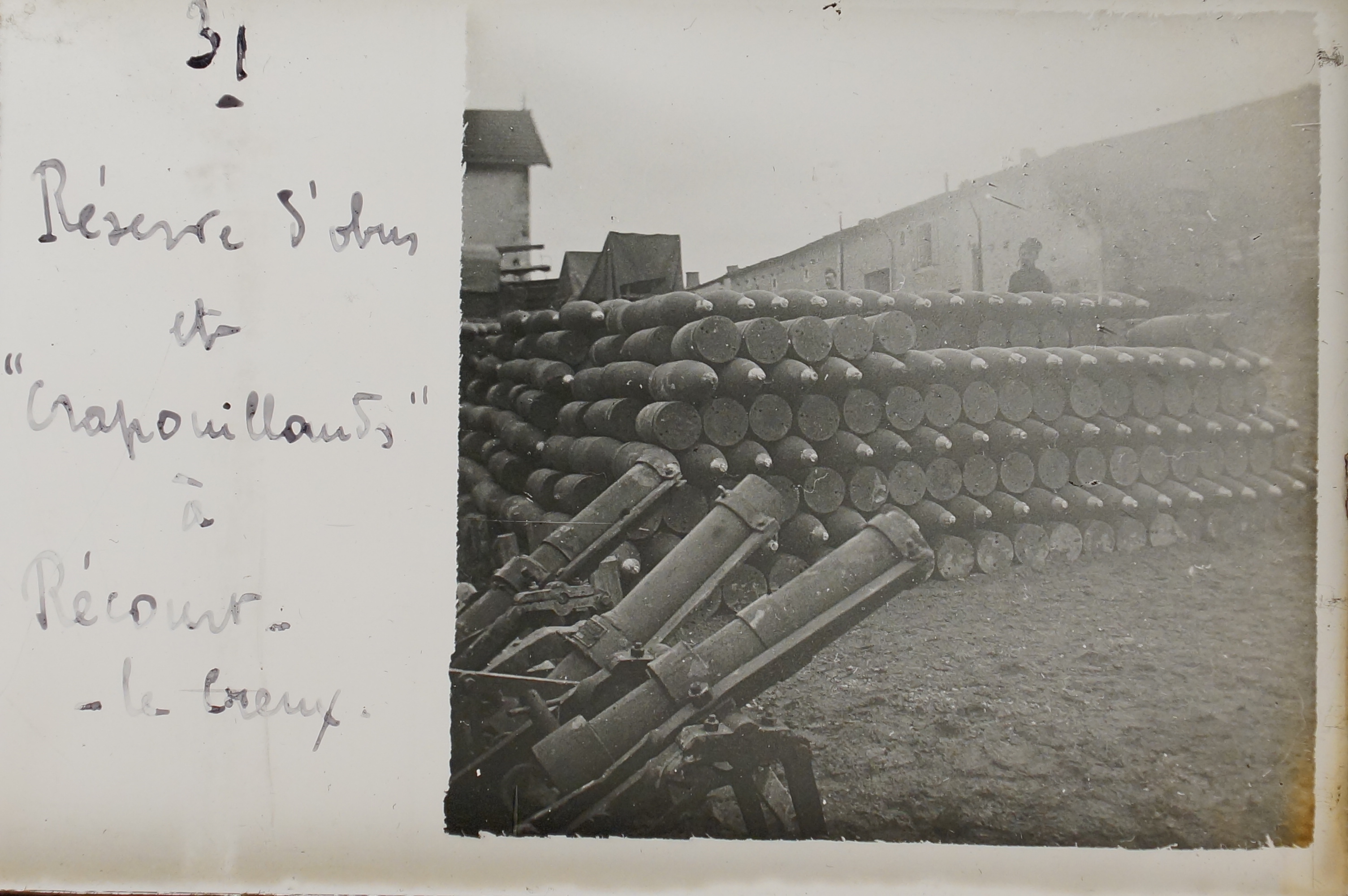

## Politique et administration
| Période                                  | Période                   | Identité                                       | Étiquette | Qualité |
| ---------------------------------------- | ------------------------- | ---------------------------------------------- | --------- | ------- |
| Les données manquantes sont à compléter. |                           |                                                |           |         |
| 1889                                     | 1909                      | Camille RENAUD                                 |           |         |
| 1909                                     | 1919                      | Jean Alexandre CUNY                            |           |         |
| 1919                                     | 1928                      | Jean Victor CUNY                               |           |         |
| 1929                                     | 1943                      | Alfred Marie Félix CHARLES                     |           |         |
| 1943                                     | 1955                      | Célestin Gustave DELCOURT                      |           |         |
| 1955                                     | juin 2000                 | Jean BODEUX                                    |           |         |
| juillet 2000                             | mars 2014                 | Viviane THUGNET                                |           |         |
| mars 2014                                | En cours (au 25 mai 2020) | Patrick THUGNET Réélu pour le mandat 2020-2026 |           | Artisan |

## Population et société

### Démographie
L'évolution du nombre d'habitants est connue à travers les recensements de la population effectués dans la commune depuis 1793. Pour les communes de moins de 10 000 habitants, une enquête de recensement portant sur toute la population est réalisée tous les cinq ans, les populations de référence des années intermédiaires étant quant à elles estimées par interpolation ou extrapolation. Pour la commune, le premier recensement exhaustif entrant dans le cadre du nouveau dispositif a été réalisé en 2007.

En 2022, la commune comptait 68 habitants, en évolution de −12,82 % par rapport à 2016 (Meuse : −4,4 %, France hors Mayotte : +2,11 %).
| 1793 | 1800 | 1806 | 1821 | 1831 | 1836 | 1841 | 1846 | 1851 |
| ---- | ---- | ---- | ---- | ---- | ---- | ---- | ---- | ---- |
| 220  | 262  | 261  | 252  | 312  | 331  | 334  | 334  | 311  |

| 1856 | 1861 | 1866 | 1872 | 1876 | 1881 | 1886 | 1891 | 1896 |
| ---- | ---- | ---- | ---- | ---- | ---- | ---- | ---- | ---- |
| 326  | 353  | 339  | 359  | 324  | 294  | 279  | 275  | 271  |

| 1901 | 1906 | 1911 | 1921 | 1926 | 1931 | 1936 | 1946 | 1954 |
| ---- | ---- | ---- | ---- | ---- | ---- | ---- | ---- | ---- |
| 225  | 244  | 231  | 202  | 186  | 196  | 164  | 141  | 149  |

| 1962 | 1968 | 1975 | 1982 | 1990 | 1999 | 2006 | 2007 | 2012 |
| ---- | ---- | ---- | ---- | ---- | ---- | ---- | ---- | ---- |
| 151  | 120  | 114  | 113  | 85   | 81   | 78   | 77   | 75   |

| 2017 | 2022 | - | - | - | - | - | - | - |
| ---- | ---- | - | - | - | - | - | - | - |
| 77   | 68   | - | - | - | - | - | - | - |

## Culture locale et patrimoine

### Lieux et monuments
- L'église Saint-Maurice XIXe siècle.
- Calvaire (groupe).
- Croix de chemin avec niche.

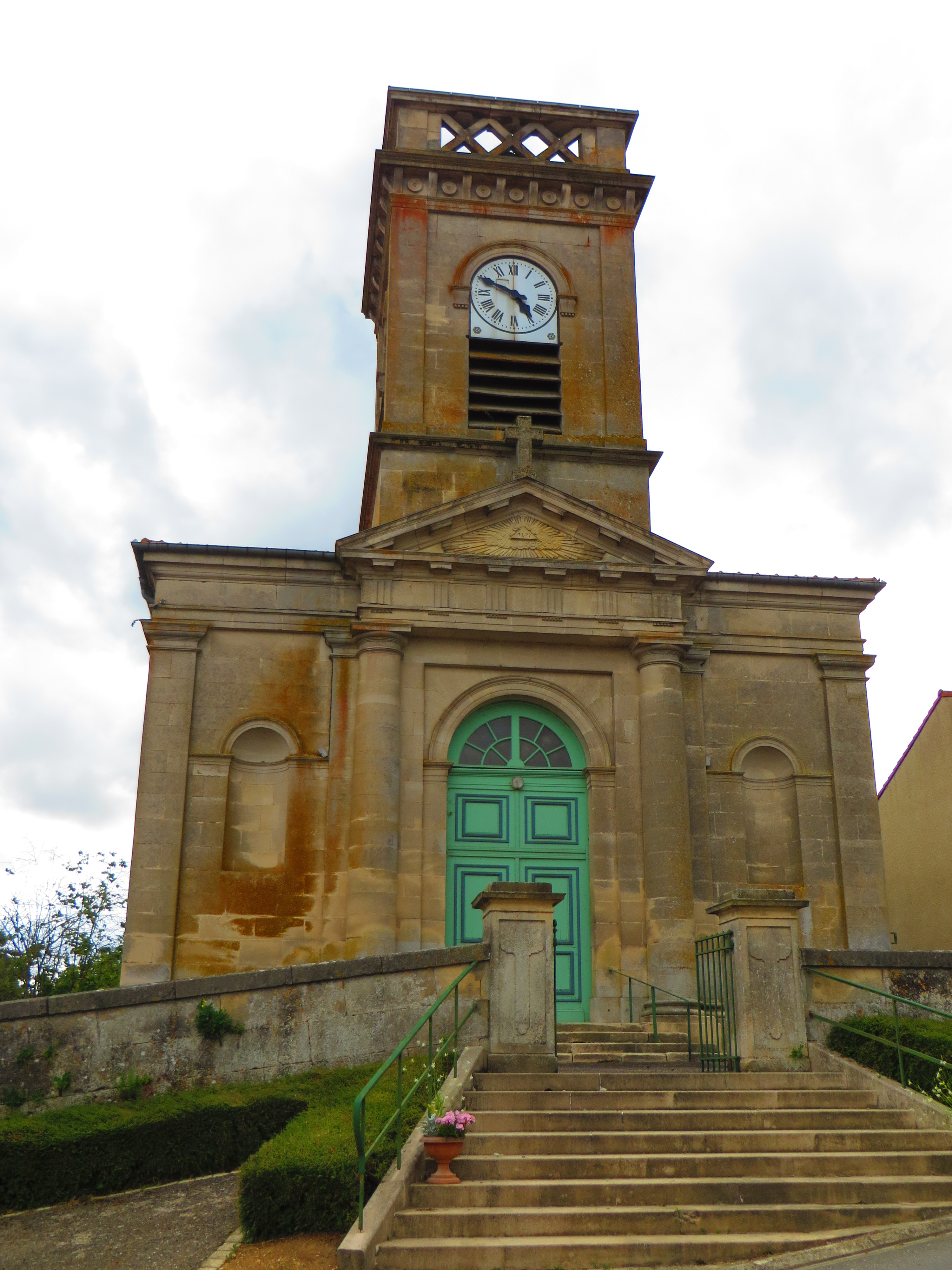
L'église Saint-Maurice.
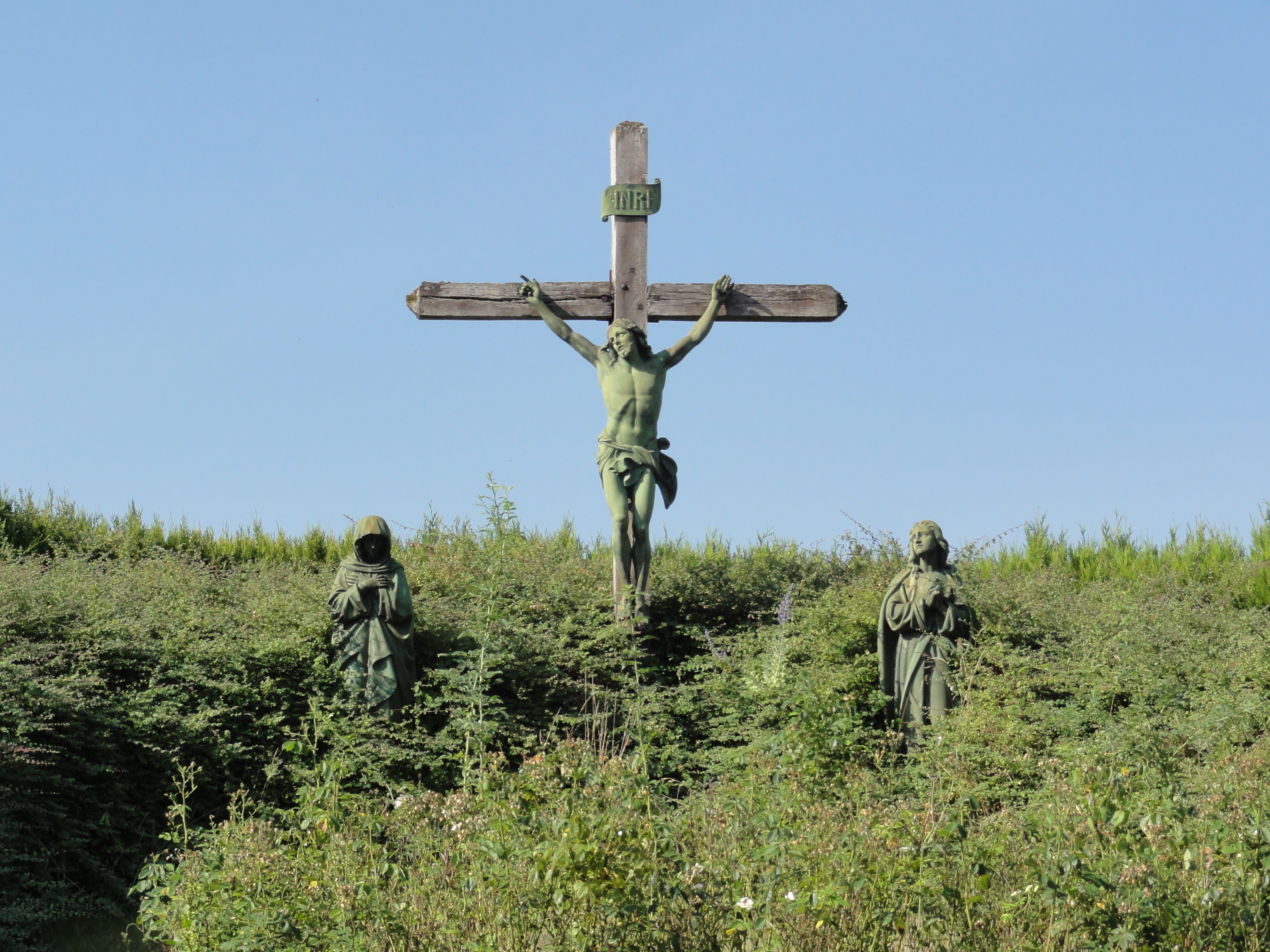
Calvaire.
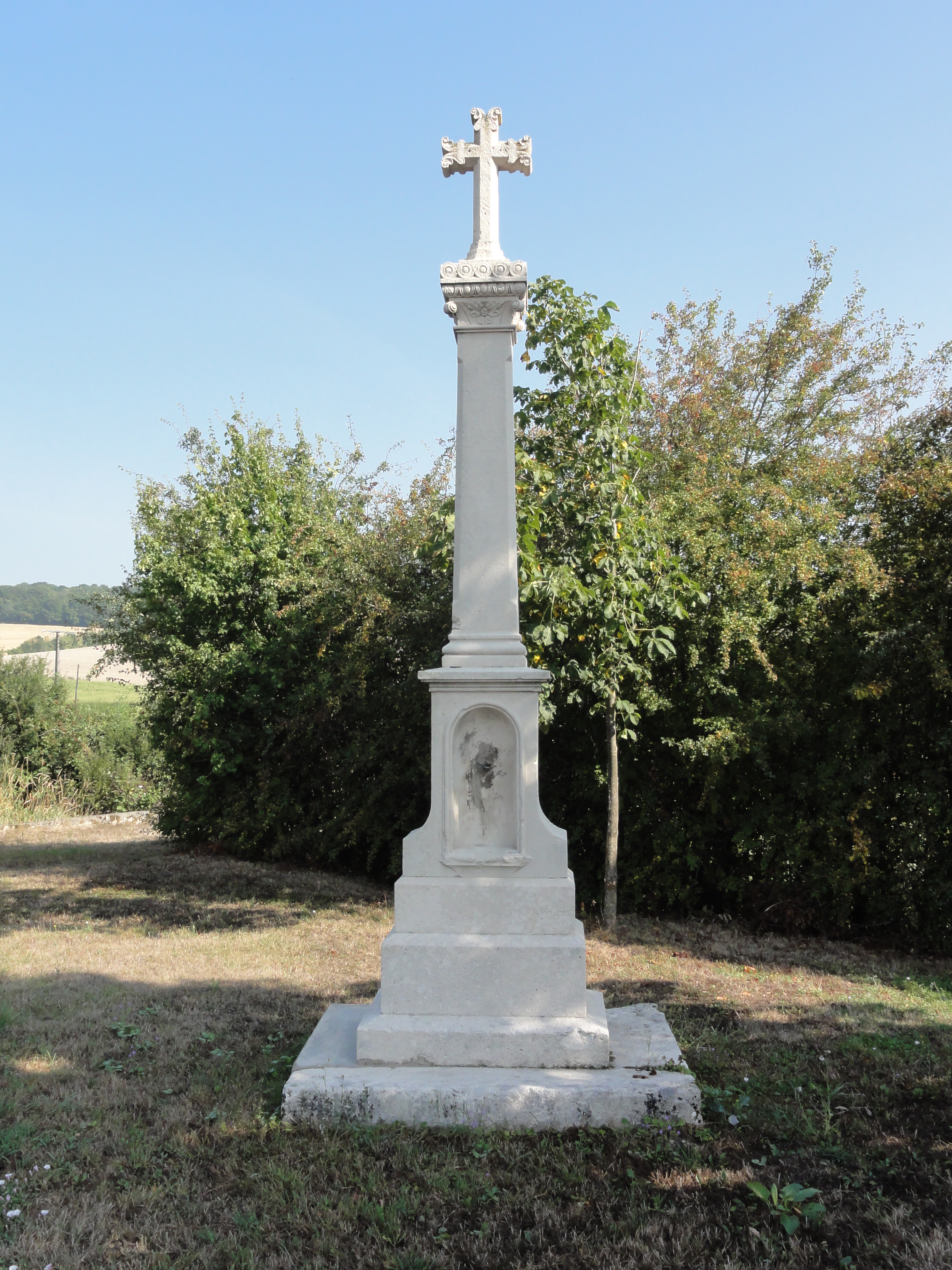
Croix de chemin.